# Britta Pettersson
Britta Sigrid Margareta Pettersson, född 20 december 1938 i Vänersborg,, död 28 november 2024, var en svensk skådespelare. 
Pettersson studerade vid Malmö Stadsteaters elevskola 1956–1959 och var efter studierna engagerad vid olika teatrar i Sverige. Hon filmdebuterade 1962 i Börje Nybergs En nolla för mycket.

## Filmografi
- 1962 – En nolla för mycket
- 1963 – Det är hos mig han har varit
- 1963 – Ett drömspel
- 1963 – Prins Hatt under jorden
- 1966 – Clownen Beppo
- 1966 – Varelserna
- 1967 – Mördaren – en helt vanlig person
- 1968 – Under ditt parasoll
- 1972 – Barnen i Höjden
- 1973 – Elsa får piano
- 1990 – Hemligheten
- 1990 – Nils Karlsson Pyssling

## Teater (ej komplett)
| År   | Roll          | Produktion                                                                                            | Regi                            | Teater                   |
| ---- | ------------- | --- | ------------------------------- | ------------------------ |
| 1961 | Luisa         | Fantasticks (The Fantasticks) Tom Jones och Harvey Schmidt                                            | Jackie Söderman Tom Dan-Bergman | Lilla Teatern            |
| 1967 | Flickan       | Spela spelet Leslie Bricusse och Anthony Newley                                                       | Ivo Cramér                      | Oscarsteatern            |
| 1977 | Emily Delahay | Charleys tant Brandon Thomas                                                                          | Per Gerhard                     | Vasateatern              |
| 1979 | Tzeitel       | Spelman på taket Jerry Bock, Sheldon Harnick och Joseph Stein                                         | Edith Roger                     | Helsingborgs stadsteater |
| 1982 | Frau Schmit   | Sound of Music Richard Rodgers och Oscar Hammerstein II                                               | Stig Olin                       | Folkan                   |
| 1987 |               | Tjuren Ferdinand Birgitta Götestam, Andreas Aarflot, Mats Lindberg, Lennart Simonsson och Ari Stockås | Birgitta Götestam               | Göta Lejon               |